# バスライフ
『バスライフ』(BUS Life) は、笠倉出版社が発行するバス専門雑誌。バスファンを主な購読対象とする。不定期刊行のムック形式で、『SAKURA MOOK』（サクラムック）シリーズとして刊行された。
2015年に創刊され、同年5月15日に第1号が刊行された。創刊号には「バスに乗ろう！」のキャッチフレーズが、表紙に大きく印刷されていた。2016年6月25日発行の第6号をもって事実上の休刊。

## 概要
『バスマガジン』（講談社ビーシー発売・販売元は講談社）の編集を担当していた編集プロダクションの有限会社編集会議が、2014年の契約満了にともない、一部の編集者が笠倉出版社に移籍して創刊された雑誌である。
そのため誌面のスタイルも『バスマガジン』と似ている部分もあるが、第3号からはバスの走行音などを収録した付録CDをつけるなど、後発のバス趣味雑誌として差別化を図った。
第2号（2015年10月25日）より第6号（2016年6月25日）までの発行分から隔月刊になり、偶数月の25日前後に発行されていた。それ以降は事実上の休刊状態となっている。
その後、バックナンバーが電子書籍化されて発売されており、Amazon社のKindleや楽天Kobo、その他各社の電子書籍サービスでも購読することができる。バス趣味雑誌が電子書籍として販売されるのは日本でも初の試みである。
また、2008年創刊の『バスグラフィック』では、特に初期には取り上げるバス事業者が極端に首都圏（特に東京都・神奈川県）の大手事業者に偏っていたのに対し、創刊初期から関西や九州などの事業者を特集しており、全国の事業者をバランスよく取り上げようという姿勢が見られたことは特筆される（その後『バスグラフィック』も、奈良交通や沖縄県のバスを特集してはいるが、首都圏・関東中心の傾向は依然強い）。
なお『バスマガジン』においても、「今号の気になりバス事業者」として、新規参入事業者も含めてローカルな中小事業者を取り上げたり、全国の都道府県ごとの「路線バス全方位バスレポート」など、地方の事業者にスポットを当てた連載があり、その流れをくむ傾向といえる（バスマガジン#主な連載・コーナーも参照）。
バス趣味は鉄道ファンなどと比べても愛好者の母数が少ないうえ、鉄道以上に地域密着色が濃く、地元の事業者が載っていないと雑誌を買わないというファンも多いため、どうしても人口の多い首都圏の大手事業者中心の誌面になりがちである。本来は全国の事業者が中小事業者も含めてバランスよく取り上げられることが望ましいが、ただでさえ出版不況で雑誌の売上自体が落ちている現在、部数の出ないバス専門誌でそれを実現して採算を取るのは難しいという問題がある（バスファンも参照）。

## 主な連載・コーナー
- The バス会社（バス事業者の特集記事）
- 一昔前のバスグラフィックス　60年代の香りを残す2つのボディ
- バス用語辞典
- バスコレ改造工作法
- 路線・ニュース・車両動向　注目のバス会社の1年を追う
- 移籍バスアーカイブノート
- Time Slip　バス交通や社会の状況を眺める時空の旅　写真で見る昭和バス紀行
- We Love your Smile!　ようこそバスガイドさん

『バスマガジン』の初期にも巻末連載「バスガイドのご当地自慢」があり、名物コーナーとなっていた。

## 各号の主な内容
第1号（2015年5月発行）
- バスのバリアフリーを築いた、初期型KC-代ノンステップバス徹底ガイド
- The バス会社　関東バス
- ISBN 978-4773056105

第2号（2015年10月発行）
- 富士ボディ5E車、終焉までのカウントダウン
- The バス会社　西日本ジェイアールバス
- ISBN 978-4773056631

第3号（2015年12月発行）
- 全国乗りバス大特集
- The バス会社　京都市交通局
- この号から付録CDがつくようになる
- ISBN 978-4773056969

第4号（2016年2月発行）
- 日野HR系徹底ガイド
- 全国乗りバス特集　Part.2　狭隘路線編
- The バス会社　宮崎交通
- ISBN 978-4773057041

第5号（2016年4月発行）
- KL-代ツーステップ路線車徹底ガイド
- 今乗れるブルーリボンハイブリッド
- The バス会社　伊豆箱根バス
- ISBN 978-4773057324

第6号（2016年6月発行）
- We love bus!　バスは僕らのアイドルだ
- 2代目エアロスター　20年の歩み
- The バス会社　小田急バス・小田急シティバス
- ISBN 978-4773057553

## 日本のその他のバス雑誌
- バスメディア - 1985年創刊、1997年まで刊行。
- バス・ジャパン - 1986年創刊、1992年まで刊行。
  - 現在は書籍『バスジャバンハンドブックシリーズ』を刊行中。詳細は同項を参照。
- バスラマ・インターナショナル - 1990年創刊、刊行中。
- バスマガジン - 2003年創刊、刊行中。
- バスグラフィック - 2008年創刊、2022年まで刊行。